# Ethulia bicostata
Ethulia bicostata là một loài thực vật có hoa trong họ Cúc. Loài này được M.G.Gilbert mô tả khoa học đầu tiên năm 1988.